# 5505 Рундетурн (Кругла Вежа)
5505 Рундетурн (Кругла Вежа) (5505 Rundetaarn) — астероїд головного поясу, відкритий 6 листопада 1986 року.
Тіссеранів параметр щодо Юпітера — 3,255.
Назва Кругла Вежа (Rundetårn - Rundetaarn) — від назви обсерваторії XVII ст. в Копенгагені.